# Campeonato Gaúcho de Futebol de 1919
O Campeonato Gaúcho de 1919 foi a primeira edição desta competição futebolística organizada pela Federação Gaúcha de Futebol (FGF). Foi disputada em 9 de novembro de 1919, entre o Grêmio, de Porto Alegre, e Brasil, de Pelotas, no estádio da Baixada.
A fórmula de disputa era a seguinte: os clubes foram divididos por regiões. Os campeões citadinos disputavam os regionais, e os campeões das fases regionais jogariam entre si no Campeonato Gaúcho para definir o título. O campeão foi o Brasil de Pelotas.

## Antecedentes
A primeira edição do Campeonato Gaúcho estava marcada para ter ocorrido em 1918, entre as equipes do 14 de Julho, Brasil de Pelotas e Cruzeiro de Porto Alegre, em um triangular final, mas por conta de uma epidemia de Gripe espanhola no Rio Grande do Sul, o torneio foi cancelado e adiado até o fim da epidemia. Em 1919, com o fim da epidemia, foi possibilitado a realização da primeira edição do torneio.
O plano original da organização era contar com a participação de representantes de várias cidades e regiões, entretanto, os representantes de Bagé (Guarany), Cruz Alta (Desconhecido), Sant'Ana do Livramento (14 de Julho), São Leopoldo (Nacional) e Uruguaiana (Uruguaiana), não conseguiram inscrever seus atletas à tempo, sendo eliminados. Assim, restaram apenas os representantes de Pelotas e Porto Alegre: Brasil e Grêmio.
Ambas equipes foram campeãs de seus respectivos campeonatos citadinos. Grêmio sagrou-se campeão municipal da qual participaram: Cruzeiro, Internacional, Porto Alegre, São José e Tabajara. O Brasil sagrou-se tricampeão municipal da qual participaram: GS Guarany, Ideal, Pelotas, Rio Branco de Pelotas e União.
| Equipes           | Cidade       | Classificação                    | Participações (anteriores) |
| ----------------- | ------------ | -------------------------------- | -------------------------- |
| Brasil de Pelotas | Pelotas      | Campeão Citadino de Pelotas      | 2.ª (1918)                 |
| Grêmio            | Porto Alegre | Campeão Citadino de Porto Alegre | —                          |

## Partida

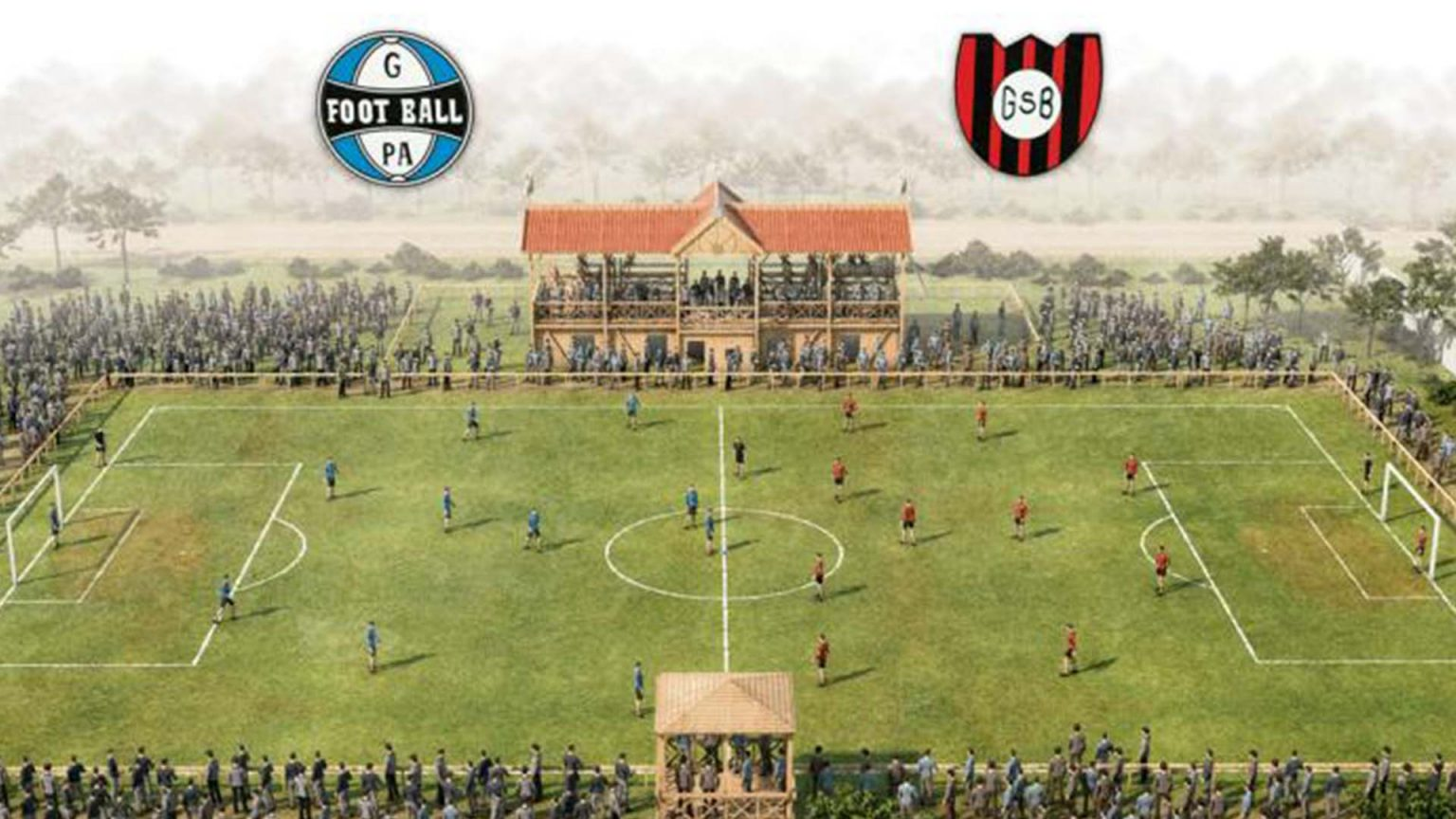
Ilustração artística do estádio no dia da partida.

Para chegar à Porto Alegre, a delegação do Brasil de Pelotas embarcou no navio a vapor Mercedes, em uma viagem que durava em média dois dias para ser concluída. O navio ancorou no porto desseseis horas depois, no dia anterior à partida. A delegação, chefiada pelo seu presidente Coronel Manoel Simões Lopes, ficou hospedada no Hotel Paris até a véspera da partida. O jogo seria disputado às 16 horas (horário local) para um público aproximado de 3 500 espectadores, no estádio da Baixada - pertencente ao Grêmio - que passou por várias reformas para a disputa. Os ingressos foram disponibilizados pelo preço de $2 tostões para a arquibancada, enquanto $3 para o pavilhão. A arbitragem ficaria a cargo de Oscar Fontoura, pertencente ao Cruzeiro. O Grêmio seria treinado por Lagarto, que também atuaria como atacante, enquanto isso, o Brasil seria treinado por Maneca Farias. Ambas equipes jogariam no esquema tático 2–3–5.
O elenco do Grêmio era o mesmo de quando enfrentaram o 14 de Julho em sua partida anterior, mas de acordo com a revista Máscara, a única exceção era Meneghini, substituído por Levy, enquanto isso, o elenco do Brasil contava com nenhuma exceção. Além disso, uma partida preliminar ocorreu pouco antes entre as equipes secundárias do Grêmio e Cruzeiro, com os alvicelestes vencendo pelo placar de 4–3.

### Detalhes
| 9 de novembro | Grêmio     | 1 – 5 | Brasil de Pelotas                                 | Estádio da Baixada, Porto Alegre                     |
| 16:00 (UTC-3) | Máximo 28' |       | 12', 49', 71' Proença · 29' Correa · 52' Alvariza | Público: 3 500 (aproxim.) Árbitro: RS Oscar Fontoura |

| Grêmio | Brasil |

| GRÊMIO:    |             |
|            |             |
| G          | Demétrio    |
| Z          | Pedro Pinto |
| Z          | Py          |
| M          | Assumpção   |
| M          | Dorival     |
| M          | Chiquinho   |
| A          | Gertum      |
| A          | Lagarto     |
| A          | Maximo      |
| A          | Meneghini   |
| A          | Levy        |
| Treinador: |             |
| Lagarto    |             |

| BRASIL DE PELOTAS: |  |           |  |
|                    |  |           |  |
|                    |  |           |  |
| G                  |  | Franck    |  |
| Z                  |  | Nunes     |  |
| Z                  |  | Ary       |  |
| M                  |  | Floriano  |  |
| M                  |  | Rossel    |  |
| M                  |  | Babá      |  |
| A                  |  | Farias    |  |
| A                  |  | Correa    |  |
| A                  |  | Proença   |  |
| A                  |  | Ignácio   |  |
| A                  |  | Alvarizza |  |
| Treinador:         |  |           |  |
|                    |  |           |  |

## Pós-jogo e reações
Antes de voltar para Pelotas, dois dias depois, o Brasil disputou uma partida amistosa contra a Seleção de Porto Alegre, e empatou em três a três. No desembarque em Pelotas, centenas de torcedores foram até o porto da cidade para recepcionar a delegação do clube. Houve queima de fogos e uma passeata até a Praça Cel. Pedro Osório, onde foram prestadas homenagens ao primeiro campeão gaúcho da história do futebol.
O título gaúcho obtido pelo Brasil resultou em um convite da CBD para a disputa do Campeonato Brasileiro de Clubes Campeões, realizado em 1920, no Rio de Janeiro.